# Northumberlands nationalpark

Karta över Northumberlands nationalpark.

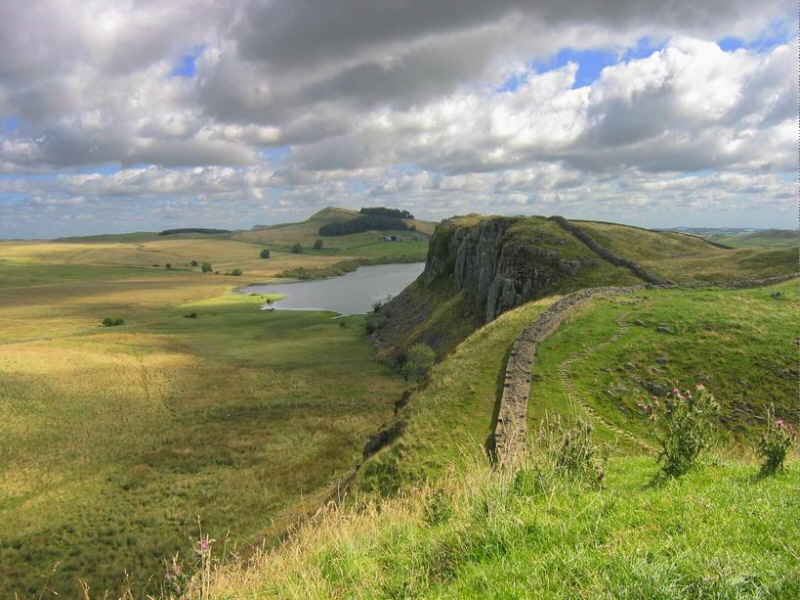
Northumberlands nationalpark, med Hadrianus mur och sjön Crag Lough.

Northumberlands nationalpark är en nationalpark i grevskapet Northumberland i Storbritannien, grundad 1956. Nationalparken täcker en yta på något över 1 030 km² och sträcker sig från den skotska gränsen till just söder om Hadrianus mur. Till en del av sin sträckning går Hadrianus mur, som är ett världsarv, därför genom nationalparken. 
Med sitt läge vid den skotska gränsen är Northumberland nationalpark den nordligaste av Englands nationalparker. Parken ligger helt inom grevskapet Northumberlands gränser och den täcker nära en fjärdedel av grevskapets yta. 
Parkens officiella symbol är en storspov.